# الأخير من آل ستارك (صراع العروش)
«الأخير من آل ستارك» (بالإنجليزية: The Last of the Starks)‏ هي الحلقة الرابعة من الموسم الثامن من المسلسل الفانتازي صراع العروش، والمُقتبس من سلسلة روايات أغنية الجليد والنار للمؤلف جورج ر. ر. مارتن، وهي الحلقة رقم 71 من المسلسل كَكُل. عُرضت الحلقة لأول مرة في 5 مايو 2019، على شبكة إتش بي أو المُنتجة للمسلسل، وكانت من كتابة ديفيد بينيوف، ودي. بي. وايس، ومن إخراج ديفيد نتر.
تُظهر حلقة «الأخير من آل ستارك» آثار المعركة ضد جيش الموتى بينما يمهد الطريق للمواجهة النهائية، حيث تتجه دنيرس وجون وقواتهم المتبقية نحو كينغز لاندينج لمواجهة سيرسي والمطالبة باستسلامها.
تلقت الحلقة آراء متباينة. أشاد النقاد بعودتها إلى المكائد السياسية في حلقات صراع العروش السابقة، لكنهم انتقدوا كتابة الحلقة. حصلت على ترشيح لجائزة الإيمي برايم تايم لأفضل إخراج لمسلسل درامي وتم اختيار إميليا كلارك لدعم ترشيحها لجائزة أفضل ممثلة بارزة في مسلسل درامي.
تمثل هذه الحلقة الظهور الأخير لكل من ناتالي إيمانويل (ميساندي)، وهانا موراي (جيلي)، بالإضافة إلى الظهور النهائي لستة ممثلين ماتت شخصياتهم في الحلقة السابقة، لكن شوهدوا كجثث: ألفي آلن (ثيون غريجوي)، إيان غلين (سير جورا مورمونت)، بيلا رامزي (ليانا مورمونت)، وريتشارد دورمير (بيريك دونداريون)، وبن كرومبتون (إديسون توليت)، وستاز ناير (كونو).

## ملخص الحلقة
الناجون من معركة وينترفيل ينعون من فقدوا؛ جثث جورا، ثيون، بيريك، إد، ليانا مورمونت، وعدد لا يحصى من الآخرين تقع على المحرقة. كجزء من وداعها بالدموع، تضع سانسا دبوس ستارك على صدر ثيون.

## الإنتاج

### الكتابة
الحلقة كتبها ديفيد بينيوف ودي. بي. وايس.

### التصوير
الحلقة من إخراج ديفيد نتر. كانت هذه هي أخر حلقة له في المسلسل بشكل عام.
أثناء تصوير مشاهد المأدبة، تُرك كوب قهوة يمكن التخلص منه من أحد المقاهي المحلية عن طريق الخطأ على موقع التصوير؛ كان مرئيًا لفترة وجيزة في البث الأصلي للحلقة، ولكن تم محوه رقميًا بعد يومين.
تم إدخال الممثلة ناتالي إيمانويل رقمياً في اللقطات الطويلة لمشهد موتها، لأن التصوير تم على ارتفاع جسدي كبير وتم تعريضه للمصورين. للحفاظ على سرية الحبكة، تم تصوير اللقطات الطويلة بدون الممثلة وتم تصوير لقطاتها القريبة بشكل منفصل على المسرح الصوتي.

## وصلات خارجية
- الأخير من آل ستارك على موقع IMDb (الإنجليزية)
- الأخير من آل ستارك على موقع ميتاكريتيك (الإنجليزية)
- الأخير من آل ستارك على موقع روتن توميتوز (الإنجليزية)